# Senhora Meng Jiang

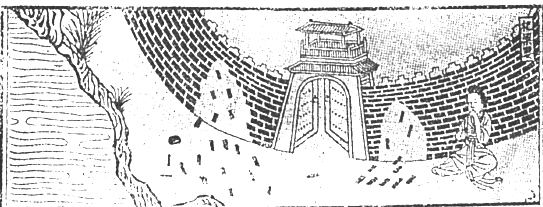
A senhora Meng Jiang chora na Grande Muralha (ilustração do Song do Sul para Biografias de Mulheres Exemplares)

Senhora Meng Jiang ou Dama Meng Jiang (em chinês: 孟姜女, pinyin: Mèng Jiāng Nǚ) é um conto chinês com muitas variações. Versões posteriores se passam na dinastia Qin, quando o marido de senhora Meng Jiang foi contratado por funcionários imperiais e enviado como mão-de-obra em corveia para construir a Grande Muralha da China. A senhora Meng Jiang não ouviu nada depois de sua partida, então decidiu levar roupas de inverno para ele. Infelizmente, quando chegou à Grande Muralha, o marido já havia morrido. Ao ouvir a má notícia, ela chorou tanto que uma parte da Grande Muralha desabou, revelando seus ossos.
A história é agora contada como um dos Quatro Grandes Contos Folclóricos da China, sendo os outros a Lenda da Serpente Branca (Baishezhuan), Os Amantes-Borboleta e O Vaqueiro e a Tecelã (Niulang Zhinü). Os folcloristas chineses do início do século XX descobriram que a lenda existia em muitas formas e gêneros e evoluiu ao longo dos últimos 2.000 anos.
A seção da Grande Muralha que foi derrubada na lenda é a Grande Muralha de Qi, na atual província de Shandong. O Templo da Senhora Meng Jiang, cujas origens são por vezes datadas da dinastia Song, foi construído ou reconstruído em 1594, durante a dinastia Ming, no início oriental da Grande Muralha Ming em Qinhuangdao da província de Hebei. Ainda existe.
Originalmente, "Meng" não era o nome de sua família. "Meng Jiang" teria sido muito comum para as mulheres no estado de Qi, já que "Jiang" era o sobrenome do governante de Qi e de grande parte de sua nobreza, e "Meng" significava "criança mais velha" não nascida da esposa principal.
Em 2006, a lenda de Meng Jiang foi incluída no primeiro lote da lista do patrimônio cultural imaterial nacional pelo Conselho de Estado.

## Desenvolvimento
A lenda desenvolveu muitas variações tanto na forma quanto no conteúdo, com diferentes versões enfatizando diferentes elementos da história, como o casamento de Meng Jiangnu, seu relacionamento com os sogros, a jornada até o muro, seu luto.

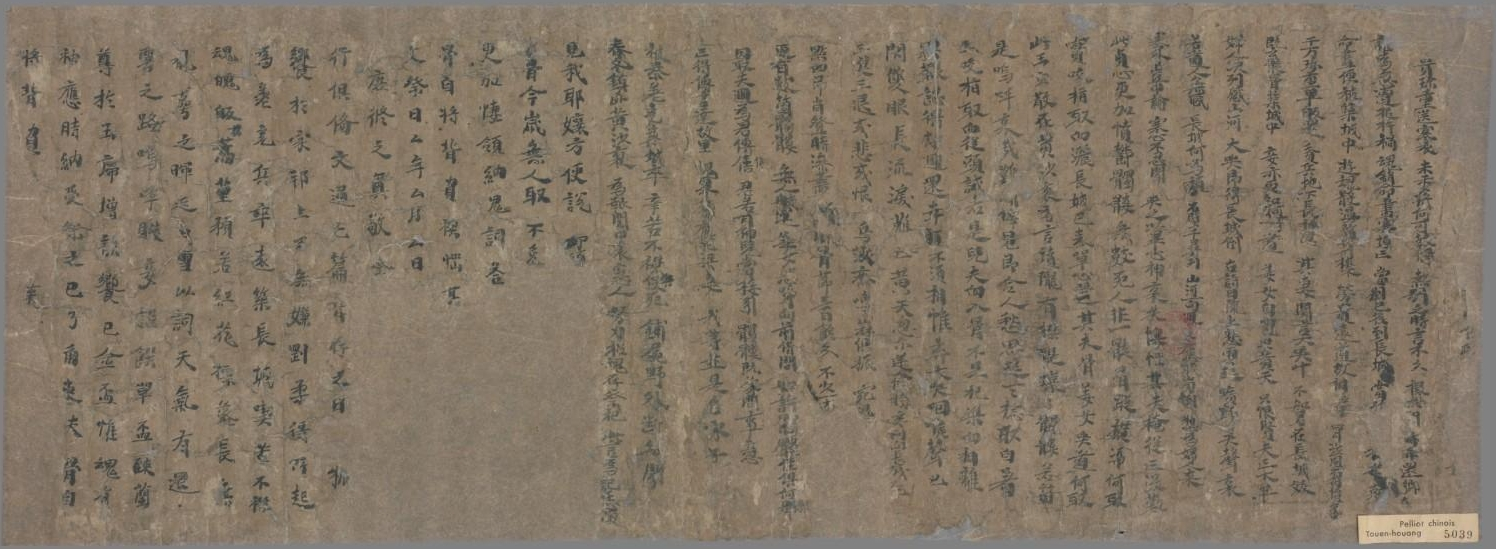
Manuscrito bianwen de Dunhuang sobre a Senhora Meng

Embora as formas posteriores e totalmente desenvolvidas da lenda ocorram na dinastia Qin, as sementes do conto estão em um simples conto no Zuozhuan, uma crônica de período muito anterior ao das Primaveras e Outonos. O conto diz que depois que um guerreiro do estado de Qi, Qi Liang (杞梁), foi morto em batalha, seu senhor, o duque Zhuang, encontrou a esposa de Qi Liang na estrada e pediu a seu servo que lhe transmitisse suas condolências. A esposa de Qi Liang respondeu que não poderia receber condolências na estrada, e o duque Zhuang a visitou em casa e saiu apenas quando as cerimônias apropriadas foram concluídas.

Na dinastia Han, o estudioso confucionista Liu Xiang expandiu este conto tanto em seu Jardim de Histórias (Shuoyuan), uma antologia, quanto em suas Biografias de Mulheres Exemplares (Lienü zhuan), que pretendia mostrar o comportamento adequado para as mulheres. Nesta versão, a mulher, cuja família não é mencionada, ainda é chamada simplesmente de "Esposa de Qi Liang" e não recebe outro nome. A história explicava que
"quando seu marido morreu, ela não tinha filhos, nem parentes, e não tinha para onde voltar. Ela chorou sobre o cadáver de seu marido ao pé da muralha da cidade, e a sinceridade de sua dor foi tal que nenhum dos os transeuntes não choraram. Dez dias depois, o muro caiu."
Depois que o enterro de seu marido foi devidamente realizado, ela disse: "Agora não tenho pai, nem marido, nem filho... Tudo o que posso fazer é morrer."
A mulher não foi chamada de "Senhora Meng" até a dinastia Tang, quando o conto simples e exemplar foi ampliado com muitos detalhes novos. Os anos de guerras e construção de muralhas regionais que levaram à fundação da dinastia, conclui a história da Grande Muralha de Arthur Waldron, reviveu memórias do Primeiro Imperador e sua muralha. Essas memórias frescas e os temas estereotipados de sofrimento na poesia da dinastia Tang foram combinados com a história da esposa de Qi Liang para formar um novo conjunto de histórias que agora se passavam na dinastia Qin. Em uma versão, Qi Liang foge das dificuldades do trabalho na Grande Muralha, no norte, e entra no jardim da família Meng para se esconder em uma árvore, quando vê a jovem tomando banho. A princípio, ele recusa o pedido dela de ser sua esposa, dizendo que uma mulher tão bem nascida não pode se casar com um recruta, mas ela responde: "O corpo de uma mulher não pode ser visto por mais de um homem". Em outra versão, eles fazem amor antes de ir ver os pais dela.
O outro personagem essencial da lenda totalmente desenvolvida, o Primeiro Imperador, não se junta a ela até as versões produzidas na dinastia Song, quando ele se tornou um vilão comum. No entanto, foi só na dinastia Ming, quando a Grande Muralha como a conhecemos foi construída, que a Grande Muralha é nomeada como a parede da história e que a Senhora Meng teria cometido suicídio, atirando-se dela para o oceano (apesar de não haver nenhum lugar naquele ponto de onde ela pudesse se atirar).
Versões populares apenas então contam ao leitor que esta história aconteceu durante o reinado do perverso e injusto imperador Qin Shihuang, que decidiu construir um muro para impedir que os bárbaros invadissem seu reino. Mas o muro continuou a desintegrar-se e a construção avançou pouco. Um estudioso inteligente disse ao Imperador: "Seu método de construir o muro está fazendo o país inteiro tremer e causará o surgimento de muitas revoltas. Ouvi falar de um homem chamado Wan Xiliang. Já que o nome 'Wan' significa 'dez mil', você só precisa buscar este homem." O Imperador ficou encantado e mandou chamar Wan, mas Wan ouviu falar do perigo e fugiu.
Na forma que se tornou mais comum, depois de sofrer dores e exaustão trabalhando na Grande Muralha, Wan Xiliang morreu. Quando o inverno chegou, a senhora Meng Jiang não teve notícias e insistiu em levar roupas de inverno para o marido. Apesar das objeções dos pais e sem prestar atenção ao próprio cansaço, ela viajou por montanhas e rios para chegar à Grande Muralha, apenas para descobrir que seu marido havia morrido. Ela desabou em lágrimas. Ela não sabia como identificar os ossos do marido e chorou até que a parede desabou e expôs uma pilha de ossos humanos. Ela ainda não conseguiu identificar os restos mortais do marido, então espetou o dedo e rezou para que seu sangue penetrasse apenas nos ossos do marido.
Quando o imperador ouviu falar da senhora Meng, ele a trouxe diante dele. A beleza dela o impressionou tanto que ele decidiu se casar com ela. Ela concordou apenas com três condições: primeiro, um festival de 49 dias deveria ser realizado em homenagem ao seu marido; segundo, o Imperador e todos os seus funcionários deveriam estar presentes no enterro; e, terceiro, ele deveria construir um terraço de 15 metros de altura na margem do rio, onde ela faria uma oferenda de sacrifício ao marido. Depois que essas três condições fossem atendidas, ela se casaria com o imperador. Qin Shihuang atendeu seus pedidos imediatamente. Quando tudo estava pronto, ela subiu ao terraço e começou a amaldiçoar o Imperador e a denunciar a sua crueldade e maldade. Quando terminou, ela pulou no rio e se afogou.

## Variações e adaptações
A senhora Meng aparece em uma balada encontrada entre os manuscritos de Dunhuang, que foi traduzida por Arthur Waley. Ele conta que quando Qi Liang morreu, seu corpo foi embutido na parede, sua alma vagou "entre os espinhos e arbustos", mas falou com sua esposa dizendo: "Um pobre soldado sob a terra nunca se esquecerá de você". Quando sua esposa ouviu isso, ela começou a soluçar, mas não sabia onde procurar os ossos de seu marido na Longa Muralha. Mas o desabamento do muro revelou tantos ossos que ela não sabia dizer quais eram do marido. Então ela mordeu o dedo e tirou sangue, dizendo: "Se este for meu marido, o sangue irá penetrar profundamente nos ossos". Ela perguntou aos outros crânios solitários se poderia levar uma mensagem para suas famílias. Todas as almas dos mortos responderam então:
"Na primavera e no inverno, jazemos para sempre entre as areias amarelas.
Traga notícias para nossas esposas que ficam desoladas em seus caramanchões
Dizendo-lhes para entoarem as Convocações à Alma e continuarem com os sacrifícios."
Uma canção popular de tempos posteriores, "Doze Meses de Flores da Senhora Meng Jiang" ( Meng Jiangnü shi'eryue hua), expressa simpatia por ela:
"O primeiro mês é o mês das flores de ameixa
Cada família pendura sua lanterna vermelha
“O marido da minha vizinha chega em casa unido aos seus entes queridos,
Só meu marido está longe construindo a Grande Muralha!”"
Numa variante do século XIX, um oficial imperial manda matar o marido da senhora Meng e tenta seduzi-la quando ela reivindica o corpo dele. Ela o engana, dando-lhe um manto para apresentar ao imperador, que o executa quando descobre que é preto em vez de amarelo, a cor imperial. A senhora Meng então presenteia o imperador com o autêntico manto de dragão. Em outra história tardia e elaborada, a senhora Meng flutua no mar no caixão do marido. Quando o Primeiro Imperador ameaça drenar o oceano e queimar o palácio do rei dragão para encontrá-la, uma substituta senhora Meng vai à cama do imperador. Em algumas versões, ela é a mãe de Xiang Yu, o príncipe que luta para substituir a dinastia Qin e queima o palácio Qin. Ainda outra versão retrata a senhora Meng como uma deusa que desce do céu para seguir o marido, que escolhe renascer na terra para ocupar o lugar de 10 mil homens que teriam sido sacrificados para construir a Grande Muralha.
No século XX, a lenda foi adaptada em todo tipo de drama regional e balada ou música, desenvolvendo variedade nos personagens, em suas ações e na atitude esperada do público. Em uma versão na escrita feminina de Jiangyong, dá-se muitos detalhes das emoções da senhora Meng. Ela relata seu anseio por amor e seu pesar ao voltar para casa para dormir todas as noites com os ossos do marido.

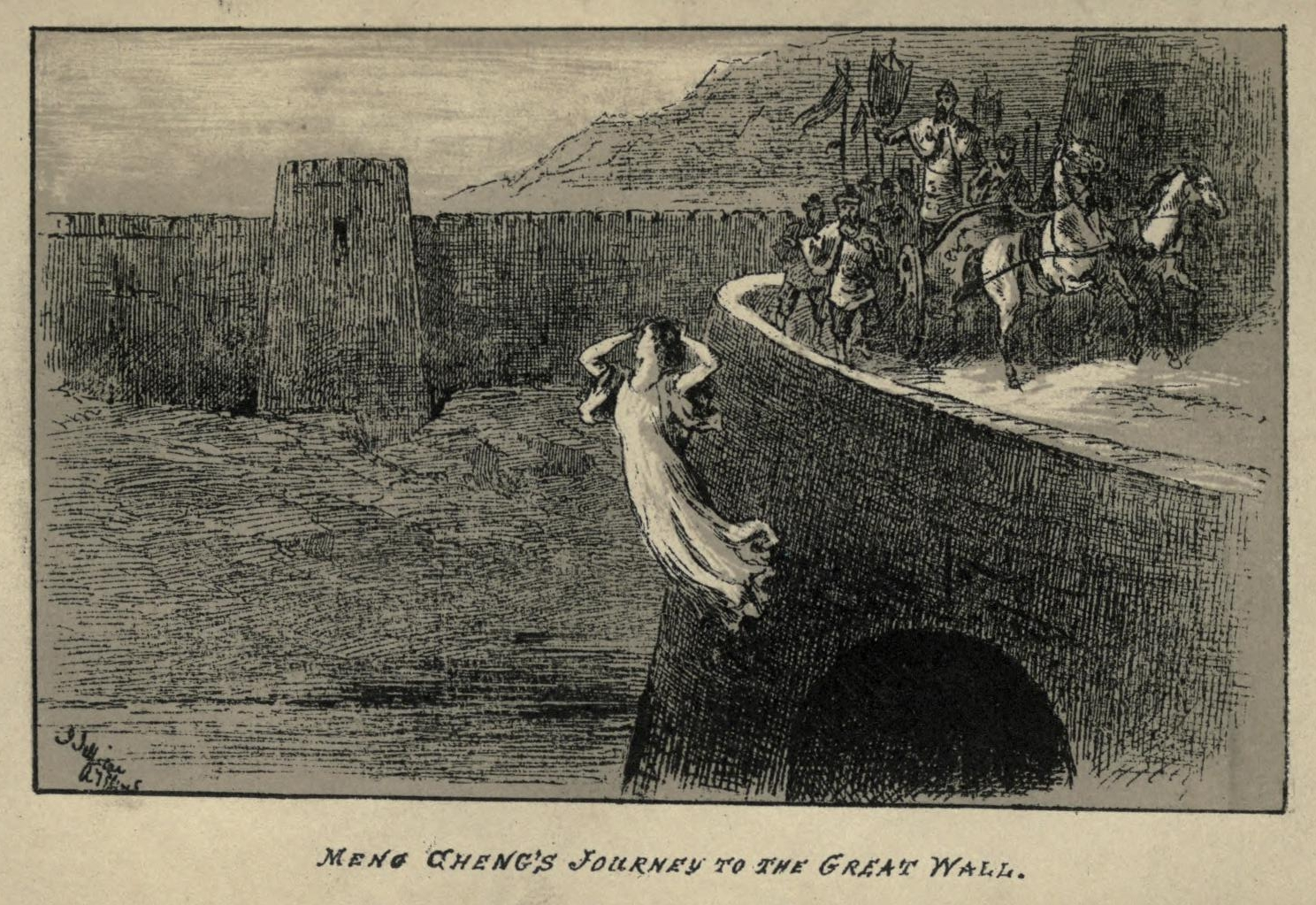
Ilustração de Jornada à Grande Muralha de Meng Cheng (1878), tradução de George Carter Stent

Nas décadas de 1920 e 1930, o trabalho dos folcloristas chineses transformou a lenda retrabalhada no principal conto popular chinês. Mesmo no século XIX, houve uma tradução para o inglês, Meng Cheng's Journey to the Great Wall, de George Carter Stent. Em 1934, Genevieve Wimsatt e Geoffrey Chen escolheram outra versão para traduzir como The Lady of the Long Wall. Aaron Avshalomov, um compositor emigrado russo que veio dos Estados Unidos para Xangai, usou a lenda como base para sua ópera, The Great Wall, que foi produzida em novembro de 1945, tornando-a a primeira ópera de estilo ocidental em chinês. Embora tenha sido bem recebida pelo público e contado com apoio político, a ópera não foi amplamente apresentada desde então.

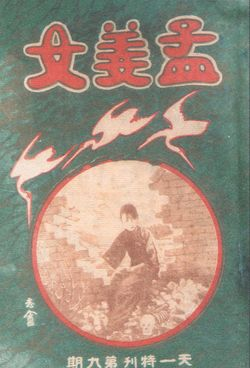
Filme de Tianyi de 1926, Senhora Meng Jiang, estrelado por Hu Die

O primeiro filme do conto foi lançado em 1926, estrelado pela atriz mais famosa da época, Hu Die Seguiram-se vários filmes, incluindo um longa-metragem de Taiwan de 1970.

## Interpretações mutantes
O Movimento da Nova Cultura na década de 1920 procurou no passado as raízes autênticas da nova nação chinesa que esperavam construir. Gu Jiegang, o fundador dos estudos do folclore chinês, usou o conceito ocidental de "mito" para reinterpretar a história antiga da China como uma mitologia à altura dos gregos. Eles viam essas lendas como uma forma de mostrar uma linha direta de conexão com a China antiga. Gu e seus alunos pesquisaram arquivos e bibliotecas para encontrar novas fontes e fizeram novas interpretações criativas da história da senhora Meng Jiang. Em artigos como Meng Jiang Nü gushi de zhuanbian de 1921 ("A transformação da lenda de Meng Jing Nü"). Gu e seus alunos foram os primeiros a encontrar a conexão entre o escasso conto no Zuozhuan, a história mais completa de Liu Xiang sobre a esposa de Qi Liang na dinastia Han, e a história das dinastias Tang e Song da senhora Meng Jiang chorando até que a Grande Muralha desmoronasse. Gu e seus alunos interpretam a lenda como o triunfo do sentimento individual sobre o ritual, das mulheres sobre o poder e das pessoas comuns sobre as elites feudais. Eles estabeleceram a lenda como o principal conto popular chinês na década de 1920.
Gu ficou especialmente intrigado com a história da dinastia Han de Liu Xiang. O choro desavergonhado da esposa de Qi Liang sobre o cadáver do marido à vista do público era algo que a mulher do conto anterior nunca teria feito – desafiava Li, ou a propriedade ritual. Gu primeiro sublinhou a contradição entre suas ações e Li, que na época de Liu Xiang pretendia neutralizar as emoções humanas. O ritual confucionista também exigia uma segregação estrita de gênero, mesmo entre maridos e esposas. Gu deduziu que Liu Xiang ouviu a história de choro e suicídio de aldeões sem instrução que projetaram seus próprios sentimentos e sofrimentos na esposa de Qi Liang, e que Liu incluiu a história deles em sua antologia sem perceber sua natureza subversiva. Ou seja, Gu e os seus alunos viam a senhora Meng Jiang como uma história de protesto contra o poder do Estado que os literatos confucionistas não conseguiam ver porque estavam demasiado alheios às pessoas comuns. Para estes intelectuais da Nova Cultura, "A História da Senhora Meng Jiang" foi um ato de criatividade coletiva popular a longo prazo, particularmente por parte das mulheres, que tinham menos poder e mais motivos para sofrer. Os literatos não teriam criado esta história, eles a roubaram. Gu, no entanto, diz um estudioso, provavelmente foi longe demais ao ignorar os elementos confucionistas, como a piedade filial da senhora Meng Jiang e o valor que as pessoas comuns atribuem a ela.
Para os folcloristas do Movimento da Nova Cultura, a Grande Muralha representava um governo tirânico e a senhora Meng Jiang personificava o ressentimento do povo comum contra a desumana China feudal. Liu Bannong, outro estudioso do folclore da Nova Cultura, escreveu um poema para mostrar sua admiração pelo poder da memória popular:
"Até hoje as pessoas ainda falam de Meng Jiang Nü
No entanto, nada mais é dito sobre o Primeiro Imperador de Qin ou o Imperador Marcial de Han.
Ao longo dos tempos, nada é mais triste do que uma tragédia comum;
Em suas lágrimas, Meng Jiang Nü vive por todas as eternidades."
A “má interpretação criativa”, como diz Wilt Idema, destes estudiosos e leitores da Nova Cultura também reflete a visão de mundo radicalmente nova que os separava dos públicos tradicionais. O público moderno chinês e ocidental, diz ele, viu o amor romântico "onde ele não poderia existir nas versões pré-modernas". Na versão da dinastia Tang, como apenas o marido pode ver o corpo de sua esposa, a senhora Meng Jiang se casa com um prisioneiro fugitivo que a viu enquanto ela tomava banho. Os leitores modernos veem o amor como a única explicação para suas ações, mas Idema argumenta que um público mais tradicional a condenaria se ela agisse por paixão e não por um sentimento moral de vergonha.
Até ao século XX, alguns viam a Grande Muralha como um símbolo de despotismo e crueldade, especialmente para com as mulheres, mas durante a Segunda Guerra Sino-Japonesa (1937-1945) a Grande Muralha tornou-se o símbolo da unidade e da vontade de lutar da China. Mao Zedong identificou-se com o Primeiro Imperador como o grande unificador da China. Durante a Revolução Cultural (1966-1976), na qual Confúcio se tornou um símbolo da opressão feudal, a senhora Meng foi atacada como inimiga do Primeiro Imperador e denunciada como uma "Grande Erva Venenosa pró-confucionista e anti-legalista".

## Traduções
- Chen, Rachel (2020). "Four Chinese Legends". A recent poetic rendition along with three other legends. ASIN B083QPHX7H
- Idema, W. L. (2008). Meng Jiangnü Brings Down the Great Wall : Ten Versions of a Chinese Legend. Seattle: University of Washington Press. ISBN 9780295987835
- Stent, George Carter (1878).Entombed Alive and Other Songs, Ballads, etc. (From the Chinese) Open Library
- "Meng Chiang-nŭ at the Long Wall," (fragmentary Tang dynasty text found at Dunhuang) in Waley, Arthur (1960). Ballads and Stories from Tun-Huang: An Anthology. London: Allen & Unwin. ISBN 9780415361736Ballads and Stories from Tun-Huang: An Anthology. London: Allen & Unwin. ISBN 9780415361736., pp. 145–149; reprinted in Minford, John; Joseph S. M. Lau (2000). Classical Chinese Literature: An Anthology of Translations I. From Antiquity to the Tang Dynasty. New York; Hong Kong: Columbia University Press; The Chinese University Press. ISBN 0231096763Classical Chinese Literature: An Anthology of Translations I. From Antiquity to the Tang Dynasty. New York; Hong Kong: Columbia University Press; The Chinese University Press. ISBN 0231096763., pp. 1079–1081.
- Wimsatt, Genevieve, George Chen (Chen Sun-han) (1934) The Lady of the Long Wall: A Ku-shih or Drum Song from the Chinese. New York: Columbia University Press.